# Club Vela Mataró
El Club Vela Mataró és un club nàutic de Mataró, membre de la Federació Catalana de Vela. Les seves instal·lacions es troben al Port de Mataró, on disposa d'un local per a reunions i inscripcions de les regates, així com d'una zona de varada per a les embarcacions de vela lleugera situada al final de l'escullera.
Organitza regularment regates de club els diumenges, a més de diverses competicions anuals com ara la Regata Costa Brava, els trofeus Tot Mataró i Tot Maresme-Les Santes, o el campionat Maresme Sud organitzat juntament amb el Club Nàutic Premià i el Club Nàutic el Masnou. Amb les altres entitats maresmenques ha estat amfitrió del Campionat de Catalunya de creuers, atès que la comarca aplega la major part de la flota catalana d'aquesta categoria.
Alguns dels socis i de les embarcacions del club participen en el més alt nivell de la vela de creuer a nivell català i espanyol i han obtingut premis destacats com el Circuit Català de creuers i la Copa d'Espanya de vela.
L'any 1994 fundà l'Escola Vela Mataró amb la voluntat de formar esportistes en les modalitats de vela lleugera. L'entitat forma part de l'Escola Catalana de Vela i s'ha destacat per haver desenvolupat projectes d'inclusió a l'esport de les persones amb discapacitat i per l'impuls local de la vela a nivell escolar. El club i l'escola organitzaren conjuntament el Campionat de Catalunya 2018 de la Classe Estel, en un esforç per recuperar aquesta modalitat de vela lleugera d'origen català.